# 波伦佐城堡

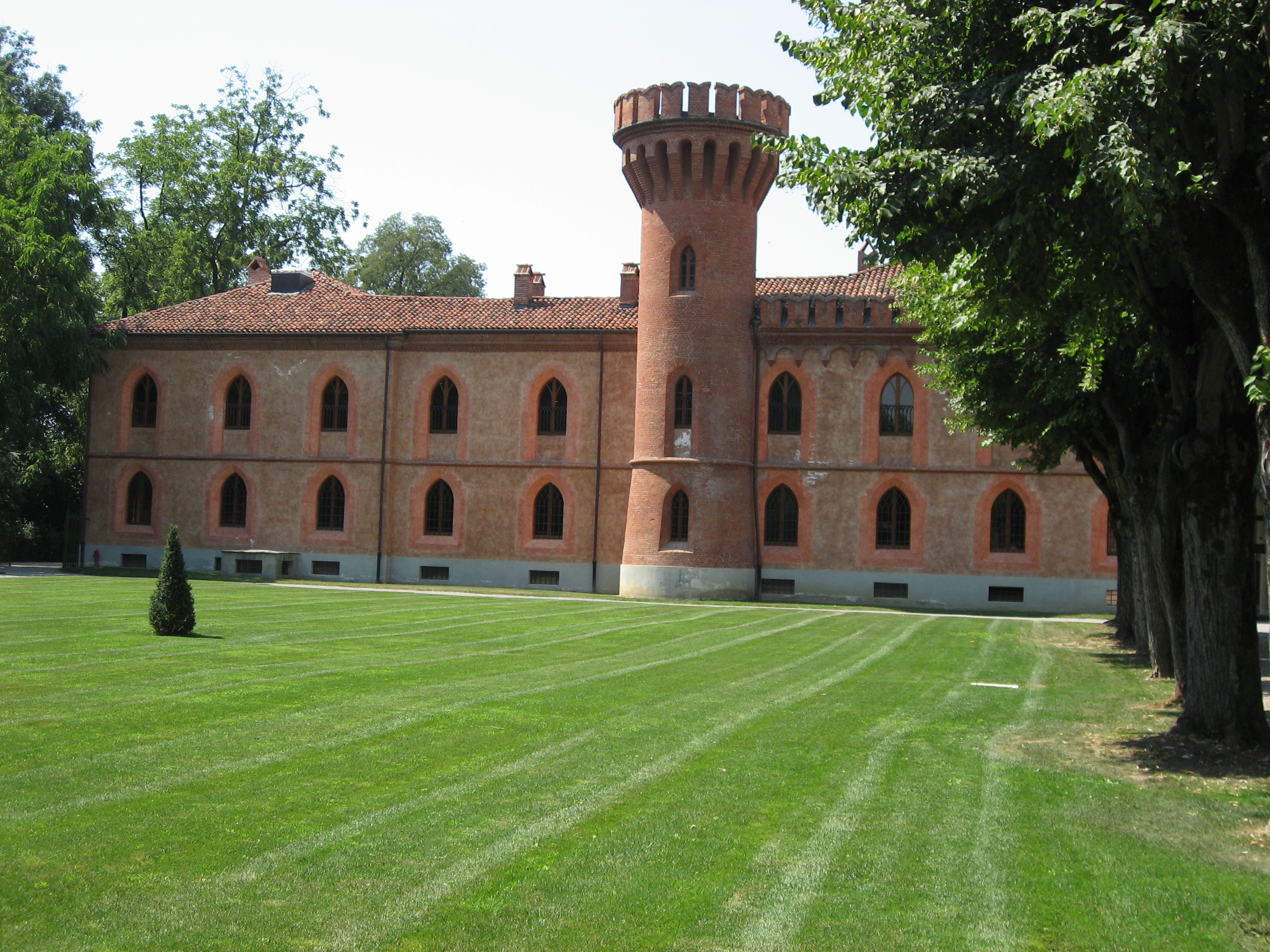

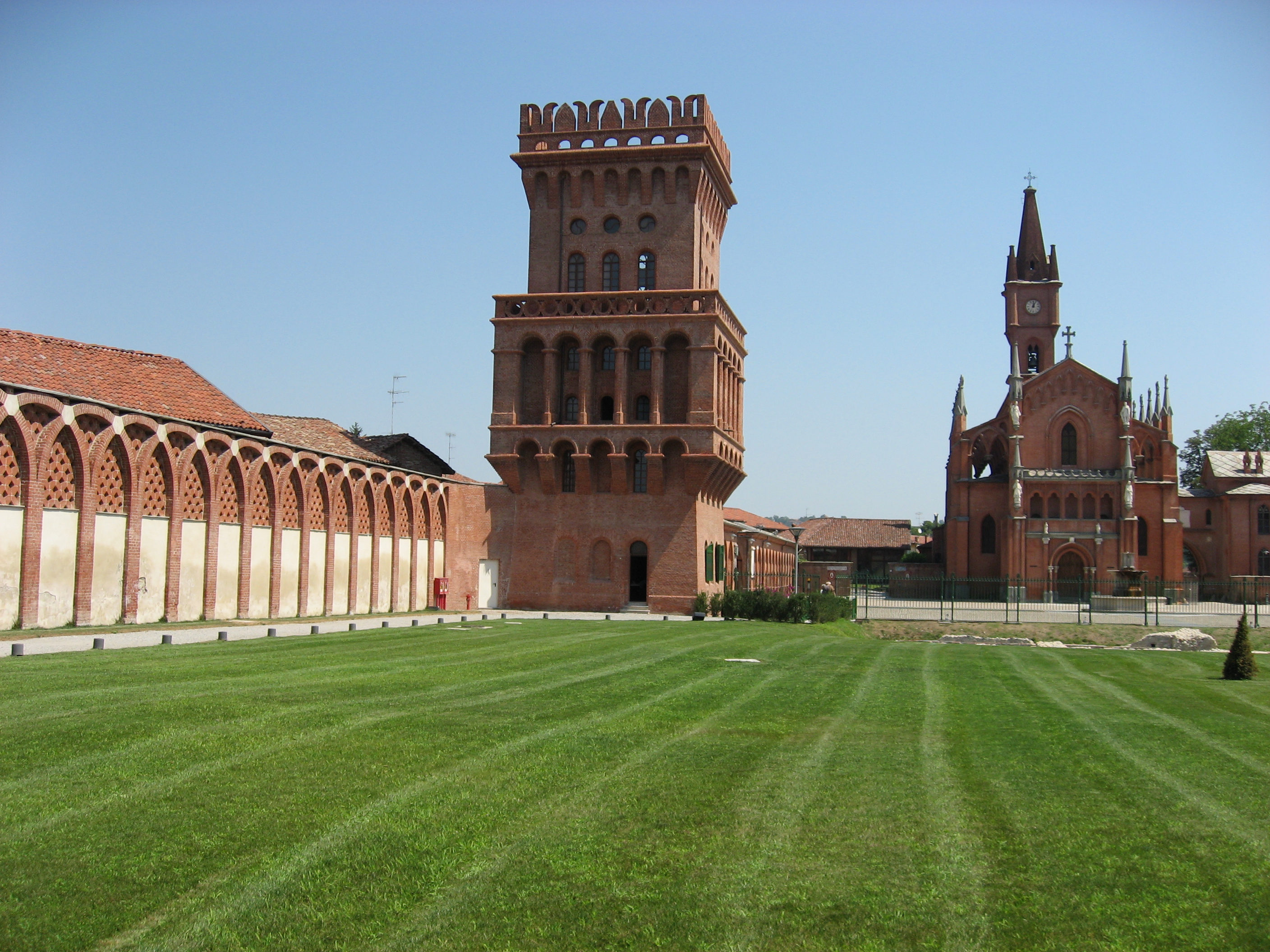

波伦佐城堡（意大利语：Castello di Pollenzo）位于皮埃蒙特大区库内奥省布拉的波伦佐。
1997年，作为萨伏依王室居所的一部分，联合国教科文组织将其列为世界遗产。萨伏依王朝, 撒丁国王卡洛·阿尔贝托。

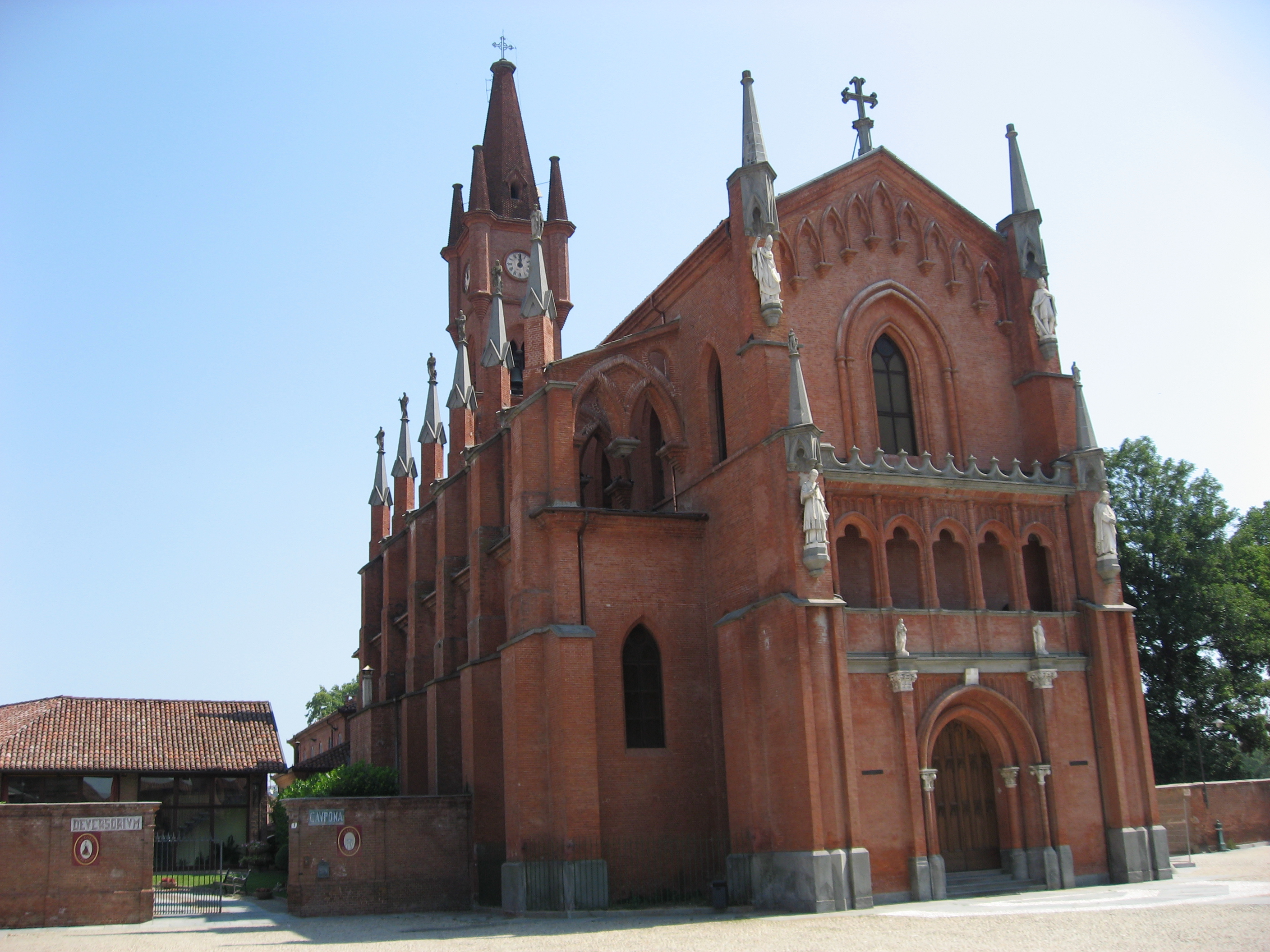
圣维多堂

圣维多堂（Chiesa di san Vittore）与城堡相连，也建于19世纪40年代，由埃内斯托·梅拉诺建造，新哥特式风格。
这里现在是美食科学大学（Università di Scienze Gastronomiche）和葡萄酒银行（Banca del Vino）的所在地。